# Pacyfikacja wsi Zawady i Laskowiec
Pacyfikacja wsi Zawady i Laskowiec – mord na ludności cywilnej, połączony z grabieżą i niszczeniem mienia, dokonany przez okupantów niemieckich 13 lipca 1943 roku we wsiach Zawady i Laskowiec w okręgu białostockim. 
Obie wsie zostały spacyfikowane w odwecie za akcje zbrojne oddziału Uderzeniowe Bataliony Kadrowe. Funkcjonariusze SS i niemieckiej żandarmerii zamordowali 28 mieszkańców Zawad i 30 mieszkańców Laskowca, w tym kobiety i dzieci. Większość ofiar rozstrzelano w zbiorowej egzekucji na tzw. Łysej Górze nieopodal Zawad. Należące do nich gospodarstwa obrabowano i zniszczono.

## Geneza
Zawady są siedzibą gminy o tej samej nazwie. Leżą w odległości około 35 kilometrów na zachód od Białegostoku i około 18 kilometrów od stacji kolejowej Czarnowo Undy. W 1943 roku liczyły 126 gospodarstw i około 500 mieszkańców.
Pod koniec 1942 roku na terenach okręgu białostockiego zainicjowały działalność zbrojną Uderzeniowe Bataliony Kadrowe. 21 czerwca 1943 roku oddział UBK, którym dowodził Tadeusz Jagodziński ps. „Pawłowski”, rozbił posterunki niemieckiej żandarmerii w Kobylinie i Zawadach. Kolejną jego akcją było rozbrojenie kolumny samochodowej na szosie pod Rzędzianami. Działania UBK sprowokowały Niemców do przeprowadzenia szeroko zakrojonej akcji represyjnej. Jako pierwsze pacyfikacjami zostały dotknięte Zawady i pobliski Laskowiec.

## Przebieg pacyfikacji
13 lipca 1943 roku około godziny 3:00 nad ranem funkcjonariusze SS i żandarmerii otoczyli Zawady. Na widok ten powstało poruszenie, część mieszkańców uciekła lub zdołała się ukryć. W czasie przeczesywania wsi Niemcy zastrzelili trzech uciekających mężczyzn, a jednego ranili. Zatrzymanych Polaków spędzono na wiejski plac.
Niemcy dysponowali listą osób, które zamierzali aresztować. Na jej podstawie 25 mieszkańców Zawad wyselekcjonowano z tłumu i załadowano do samochodu ciężarowego. W grupie tej znalazły się trzy kobiety i dwanaścioro dzieci poniżej 17. roku życia, w tym dwoje noworodków w wieku zaledwie 4 i 6 dni. Wszystkich zabrano do lasu na tzw. „Łysej Górze”, leżącej w odległości około 7 kilometrów od Zawad, przy szosie do Strękowej Góry. W to samo miejsce przywieziono także 31 Polaków ujętych w czasie obławy we wsi Laskowiec, w tym jedenaście kobiet i ośmioro dzieci w wieku od 2 do 13 lat. Jedna z kobiet była w ciąży. Ofiary prowadzono małymi grupami nad uprzednio wykopany grób i rozstrzeliwano. Masakrę przeżył jedynie 
Franciszek Duchnowski z Laskowca, który zdołał uciec z miejsca kaźni.
Gospodarstwa, w których mieszkały rodziny rozstrzelanych, zostały obrabowane i  zniszczone. Według autorów opracowania Zbrodnie hitlerowskie na wsi polskiej 1939–1945 w Zawadach spalono lub rozebrano 20 budynków.
Sprawcami zbrodni byli esesmani ze specjalnej jednostki Kommando „Müller” oraz żandarmi z posterunków w Zawadach i Rutkach.

## Epilog
Pacyfikacja Zawad i Laskowca nie była jedyną zbrodnią popełnioną przez Niemców w odwecie za działania oddziału UBK. Tego samego dnia żandarmeria i SS spaliły wieś Sikory-Tomkowięta, mordując 49 mieszkańców.
Zwłoki ofiar pacyfikacji nie zostały ekshumowane. Po wojnie ich mogiłę oznaczono drewnianym krzyżem. W 1963 roku z inicjatywy Gromadzkiej Rady Narodowej w Zawadach wzniesiono tam pomnik. Widniał na nim napis o treści:

Miejsce uświęcone krwią Polaków walczących o wolność ojczyzny. Tu spoczywają 52 osoby z Laskowca i Zawad zamordowane przez hitlerowców 13.VII.1943 r. – w XIX rocznicę wyzwolenia

W 2008 roku z inicjatywy wójta gminy Zawady i pracowników tamtejszej biblioteki publicznej miejsce pamięci poddano renowacji. Obecnie na pomniku widnieje napis o treści:

Tu spoczywa 52 mieszkańców Laskowca i Zawad zamordowanych przez niemieckich okupantów 13.VII.1943 r. Cześć ich pamięci